# Jean-François Gilles
Jean-François Gilles (Elsene, 4 mei 1946) is een Belgisch voormalig hockeyer.

## Levensloop
Gilles was actief bij Royal Léopold HC. In seizoen 1967-'68 werd hij verkozen tot Gouden Stick.
Daarnaast maakte hij deel uit van het Belgisch hockeyteam, waarmee hij onder meer deelnam aan de Olympische Zomerspelen van 1968, 1972 en 1976.